# Christine Koffi
Christine Koffi er en ivoriansk håndboldspiller. Hun spiller for klubben Saint-Étienne.

## Klubber
- Saint-Étienne